# Prosoplus gebiensis
Prosoplus gebiensis là một loài bọ cánh cứng trong họ Cerambycidae.